# Time Odyssey
Time Odyssey es el segundo álbum de estudio del guitarrista estadounidense de metal neoclásico Vinnie Moore, publicado en 1988 por Mercury Records y PolyGram. Gracias al apoyo del sello multinacional el disco alcanzó en el Billboard 200 el puesto 147, siendo hasta el día de hoy su único trabajo en posicionarse en dicha lista estadounidense. Dentro del listado de canciones hay una versión de «While My Guitar Gently Weeps» de The Beatles. Mientras que el tema «April Sky» es una versión arreglada de la pista «Aria para la cuerda de sol» escrita por August Wilhelmj y Johann Sebastian Bach.

## Lista de canciones
| N.º | Título                         | Escritor(es)                           | Duración |  |
| 1.  | «Morning Star»                 | Moore                                  | 3:24     |  |
| 2.  | «Prelude/Into the Future»      | Moore, Rudess                          | 4:23     |  |
| 3.  | «Beyond the Door»              | Moore                                  | 5:29     |  |
| 4.  | «Message in a Dream»           | Moore, Rudess                          | 9:10     |  |
| 5.  | «As Time Slips By»             | Moore                                  | 6:43     |  |
| 6.  | «Race with Destiny»            | Moore                                  | 6:36     |  |
| 7.  | «While My Guitar Gently Weeps» | George Harrison                        | 4:40     |  |
| 8.  | «The Tempest»                  | Moore                                  | 8:48     |  |
| 9.  | «Pieces of a Future»           | Moore                                  | 6:14     |  |
| 10. | «April Sky»                    | August Wilhelmj, Johann Sebastian Bach | 5:10     |  |

## Músicos
- Vinnie Moore: guitarra eléctrica
- Jordan Rudess: teclados
- Michael Bean: bajo
- Joe Franco: batería